# Poder constituyente
Poder constitucional es la denominación del poder que tiene la atribución de establecer la norma fundamental de un ordenamiento jurídico, definiendo la forma de gobierno o la forma de estado de un estado.
Esta facultad es ejercida al constituir una nueva reorganización de un Estado y al reformar la Constitución vigente. Por lo anterior, habitualmente se distingue un poder constituyente primario u originario y un poder constituyente derivado.
El poder constituyente ha sido definido como la «voluntad política creadora del orden, que requiere naturaleza originaria, eficacia y carácter creadora» y como la «voluntad originaria, soberana, suprema y directa que tiene un pueblo, para constituir un Estado dándole una personalidad al mismo y darse la organización jurídica y política que más le convenga». De todos modos, existen concepciones que consideran que el poder constituyente originario puede recaer en el pueblo o en la nación.
Se considera que el poder constituyente existe en los regímenes de Constitución rígida, en el que la elaboración de las normas constitucionales requiere un procedimiento diferente al de las leyes públicas.

## Naturaleza del poder constituyente
El poder constituyente originario no puede encontrar su base fundamental en ninguna norma jurídica escrita y por tanto, su naturaleza jurídica se deriva del derecho natural, sobre el cual se hayan escrito, o no, normas jurídicas, doctrina, o jurisprudencia. Pese a esto se ha afirmado que la tarea del poder constituyente es política, no jurídica. El poder constituyente, al ser origen del Derecho, no puede tener dicha naturaleza.
Emmanuel Joseph Sieyès, en su obra Qué es el Tercer Estado, atribuía dos características al poder constituyente: es un poder originario y único, que no puede encontrar fundamento fuera de sí; y que era un poder incondicionado, es decir, que no posee límites formales o materiales.
Si bien, el poder constituyente no puede ser definido jurídicamente, sí puede ser definido políticamente en términos de legitimidad.
Sieyes reconoce que todos los ciudadanos tienen derecho a establecer su gobierno. Pero este gobierno o el manejo de los intereses generales de la comunidad es un trabajo humano y es de primordial importancia ya que la voluntad de todos y cada uno cuestiona el bienestar y la libertad de todos.
Como resultado, sin un mandato expreso, los legisladores no deben tocar esta gran jurisdicción del Estado que uno llama la Constitución.

Este poder está prohibido, con buena razón, en las asambleas ordinarias, para evitar posibles usurpaciones y ciertas agitaciones. Y cuando es necesario tocar la Ley Suprema, las personas, suficientemente conscientes, dan un mandato especial a una Asamblea Constituyente, a una convención, cargada expresamente, y con exclusión de cualquier otro cuerpo, para revisar la Constitución.

## Titularidad del poder constituyente
Siguiendo el principio de soberanía popular, el titular de autoridad constituyente es el pueblo. Hoy este es el entendimiento más difundido, pero para Sieyès (siguiendo la línea de la titularidad por parte del pueblo) el titular es la nación. El concepto de nación es relativamente ambiguo. Nación, en sentido estricto, tiene dos acepciones: la nación política, en el ámbito jurídico-político, es el sujeto político en el que reside la soberanía constituyente de un Estado; la nación cultural, concepto socio-ideológico más subjetivo y ambiguo que el anterior, se puede definir a grandes rasgos como una comunidad humana con ciertas características culturales comunes a las que dota de un sentido ético-político. En sentido nación tiene variados significados: Estado, país, territorio o habitantes de ellos, etnia y otros.
Que el poder constituyente sea titularidad del pueblo no obstaculiza que el ejercicio efectivo del mismo este a cargo de un órgano convocado al efecto como son las asambleas constituyentes o las convenciones constituyentes, esto en concordancia con el principio propio de un gobierno representativo, en este caso los convencionales o constituyentes actúan por mandato y en representación del pueblo.

## Clasificación

### Poder constituyente originario y derivado
Si bien se afirma que el poder constituyente es el pueblo se omite mencionarlo en clasificaciones en las que se clasifica a los poderes constituyentes como organismos colegiados:
El poder constituyente originario es el que aparece primigeniamente y le da origen al ordenamiento político. Así, el poder constituyente originario es aquel que crea la primera Constitución de un Estado; en este sentido, con frecuencia, actúa como poder constituyente originario una Asamblea constituyente que, al aprobar la primera Constitución de un país, está poniendo de manifiesto jurídicamente su nacimiento. Y una vez cumplida su labor desaparece; pero como su tarea requiere continuidad, suele establecer un órgano que se encargue de adicionar y modificarla, de acuerdo a las circunstancias o problemas que surjan, a este se le denomina poder constituyente derivado, instituido o permanente.
El poder constituyente originario puede actuar dictando una Constitución que no sea la primera del país. Se trata de un Estado que ya tenía una Constitución, en el cual se produce un cambio radical de todas sus estructuras (una revolución). La Constitución que se dicta consagrando nuevas estructuras políticas, sociales y a veces económicas es el fruto de un poder constituyente originario, aunque no se trate, históricamente de la primera Constitución del país. En la gran mayoría de los casos en que se dicta una Constitución luego de un proceso revolucionario, los órganos que intervienen y el procedimiento que se utiliza para dictarla, no son los previstos en la Constitución anterior. Si se dictase una nueva Constitución por los órganos previstos por la Constitución anterior, estaríamos ante una actuación del poder constituyente derivado.
A su vez, por poder constituyente derivado se entiende aquel establecido en la propia Constitución y que debe intervenir cuando se trata de reformar la Constitución. Es generalmente ejercido por una asamblea, congreso o parlamento. Es un poder que coexiste con los tres poderes clásicos, en los regímenes de Constitución rígida, cuya función es la elaboración de las normas constitucionales, las cuales se aprueban habitualmente a través de un procedimiento diferente al de las leyes.

### Poder constituyente abierto y cerrado
El poder constituyente, según la teoría de Bidart Campos también puede ser abierto o cerrado. El autor entiende que es abierto cuando es resultado de un proceso de construcción a lo largo del tiempo, por ejemplo la Constitución Argentina de 1853/60, fue resultado de un proceso histórico que inició en 1853 y finalizó en 1860. Por otra parte, el poder constituyente es cerrado cuando se abre y se cierra en un mismo acto constituyente, es el caso de las reformas o enmiendas a la constitución.

### Poder constituyente formal y material
Algunos autores realizan esta diferenciación atendiendo a las circunstancias de su ejercicio, será formal cuando se ejerce según los procedimientos que prevé la constitución o la ley fundamental para su ejercicio. Por otro lado será material cuando el ejercicio provenga de los poderes constituidos con el objeto de emitir disposiciones reglamentarias de carácter constitucional. Así un ejemplo de ejercicio formal del poder constituyente es la reforma constitucional, y material cuando el poder legislativo sanciona una ley de ciudadanía (la ciudadanía es una cuestión constitucional).

### Por su nivel de ejercicio
Según los distintos niveles del estado que lo ejerzan puede clasificarse en poder constituyente de: Primer Grado: ejercido por la nación (nación política) en su conjunto; Segundo Grado: ejercido por las provincias o entidad subnacional; y de Tercer Grado: cuando su ejercicio corresponde a los municipios.

## Poder constituyente y poderes constituidos
Hemos indicado que el poder constituyente es la capacidad que tiene el pueblo de darse una organización política-jurídica fundamental y revisar la misma cuando así lo considere atendiendo a situaciones culturales, sociales o políticas que importen una revisión y modificación de los principios que anteriormente fueron establecidos.
Los Poderes Constituidos emergen o nacen de la voluntad suprema del Poder Constituyente para darle al pueblo en su conjunto una organización política y como consecuencia de ello, esos poderes constituidos son derivativos, están limitados y regulados normativamente por la voluntad del poder constituyente, actuando la Constitución como un parámetro de validez para la actuación de estos.
En este sentido los poderes constituidos son los instrumentos o medios a través de los cuales se cumplen las funciones del estado y son necesarios para alcanzar los fines y propósitos de una sociedad organizada; pero no obstante las atribuciones que tuvieren asignados en el marco de competencias que a cada uno ellos les corresponda por mandato constitucional, las mismas pueden sufrir cambios significativos en el momento en que el poder constituyente decida reestructurar el Estado, como quiera, sin restricciones, libre de toda vinculación a organizaciones pretéritas.

## Límites del Poder Constituyente
Los límites del poder constituyente se acotan en función de la naturaleza taxonómica de los mismos atendiendo así a su clasificación en función de si son poder constituyente originario o derivado.

### Poder constituyente originario ilimitado basado en la soberanía
Según expone Pilar Mellado: 

...la doctrina mantiene sin vacilaciones el carácter ilimitado y absolutamente libre del poder constituyente originario, es decir, la inexistencia de límites formales o materiales en su ejercicio, en cuanto es expresión de una potestad suprema que se identifica con la soberanía.

En este sentido muchas constituciones contienen una declaración de soberanía que pretende concretar desde el derecho político quien en el verdadero titular del poder constituyente originario. Un ejemplo de esto es la declaración de soberanía de la constitución española que expresa quien es el poder constituyente originario de la siguiente manera:

La soberanía nacional reside en el pueblo español, del que emanan los poderes del Estado
Art. 1.2 de la Constitución española de 1978

### Poder constituyente derivado con potestad limitada
En contraposición, el poder derivado será por su propia naturaleza limitado. Así según cita literal «incluso cuando el texto constitucional prevé su reforma total, como en el supuesto del artículo 168 de la Constitución» -española-.... «porque reformar es solo adaptar la Constitución a una realidad, no destruirla. Esta tarea únicamente incumbe al poder constituyente originario, no al derivado».
En ese sentido académico se resalta que «cuando se viola el principio de limitación del poder de revisión, es decir, cuando se utiliza artificialmente para elaborar una nueva Constitución, estamos ante una práctica que en la doctrina francesa se ha calificado de fraude a la Constitución».
Los fraudes en la Constitución fueron prácticas utilizada por los fascistas en Italia y los nazis en Alemania que transformaron estados constitucionales en regímenes radicalmente distintos, todo ello envuelto en una apariencia de continuidad constitucional aparentemente democrática como nos recuerdan todos los tratados de derecho político al explicar el fraude constitucional y cuales son las limitación de los poderes constituyentes. En un caso más reciente, el régimen venezolano ha utilizado la Asamblea Nacional Constituyente de 2017 no solo para reformular la Constitución de 1999, sino también para gobernar en nombre del pueblo. Algunos consideran que este enfoque plantea preocupaciones, ya que se argumenta que el poder constituyente es original en lugar de derivado. Además, se señala que el gobierno está actuando de facto sin haber establecido previamente las reformas constitucionales específicas que se llevarán a cabo.
Por ello hay que remarcar que las limitaciones de ese poder constituyente derivado se sustancian en varios motivos, como expone la obra de Santiago Sánchez González:
- Un órgano creado por la Constitución no puede ejercer un poder ilimitado, solo el pueblo es soberano.

- El órgano de revisión constitucional en un órgano que fija la propia Constitución de la que obtiene la legitimidad que le limita.

- Las formas de revisión están impuestas por el régimen político establecido en la Constitución.

Hermann Heller ya nos remarcaba que no se debe actuar a espaldas de esos límites porque se termina sufriendo el rechazo de la comunidad a la que se dirige y generalmente se instauran sistemas con vulneración de los Derechos Humanos.